# قطعنامه ۲۰۴۲ شورای امنیت
قطعنامه ۲۰۴۲ شورای امنیت سازمان ملل متحد که در تاریخ ۱۴ آوریل ۲۰۱۲ تصویب شد، سندی بین‌المللی دربارهٔ خیزش سوریه است. طی این قطعنامه ۳۰ نظامی غیر مسلح به سوریه اعزام می‌شوند تا قرارداد آتش بس بین شورشیان و دولت سوریه را بازبینی کنند. این قطعنامه طی نشست ۶۷۵۱ام با ۱۵ رای موافق، ۰ مخالف و ۰ ممتنع تصویب شد.